# Пеньялоса, Франсиско де
Франсиско де Пеньяло́са (исп. Francisco de Peñalosa; ок. 1470, Талавера-де-ла-Рейна — 01.04.1528, Севилья) — испанский композитор.

## Очерк биографии и творчества
О музыкальном образовании Пеньялосы сведений не сохранилось. Судя по тому что испанский король даровал ему каноникат в 1505, к этому времени музыкант был уже достаточно известен. До 1516 (год смерти Фердинанда II Арагонского) служил певчим в испанской королевской капелле в Севилье. С 1511 (в Бургосе) обучал музыке наследника престола Фердинанда I. В 1517-21 (по некоторым данным до 1523) служил певчим в Папской капелле в Риме. По возвращении в Севилью наряду с музыкальными обязанностями выполнял в капелле также обязанности казначея. Похоронен с почестями в кафедральном соборе Севильи.
Пеньялоса известен, главным образом, как автор вокальной церковной музыки и мастер полифонической техники. Сохранились 6 полных месс на четыре голоса (все на cantus firmus, в том числе, на популярную мелодию L’homme armé), 6 магнификатов, 28 мотетов (из них пять на тексты гимнов и три — на Плач Иеремии). Примером полифонического мастерства Пеньялосы служит Agnus Dei из мессы «Ave Maria peregrina», где мелодия известного марианского антифона «Salve Regina» накладывается на тенор, взятый из песни фламандского композитора Хайне ван Гизегема «De tous biens plaine», причём теноровая мелодия дана ракоходом!
Из 11 дошедших до нас светских сочинений Пеньялосы — 10 вильянсико (все в Cancionero de Palacio) и один романс. Наиболее известно шестиголосное вильянсико Пеньялосы «Por las sierras de Madrid» — оригинальная композиция (энсалада, род кводлибета), в которой использованы одновременно 4 различные мелодии на испанские тексты, объединяемые латинским рефреном (в басу) «Loquebantur variis linguis magnalia Dei» («на разных языках они восхваляли великие деяния Божьи»). Многие сочинения Пеньялосы утеряны.